# Liturgy
Liturgy je američki eksperimentalni black metal-sastav iz Brooklyna. Sastav opisuje svoju glazbu kao "transcendentalni black metal" što je dodatno opisano u manifestu osnivačice sastava Hunter Hunt-Hendrix, te su uz black metal prisutna i obilježja drugih žanrova kao što su progresivni rock, hip hop i elektroničke glazbe. 

## Povijest
Izvorno je nastao kao samostalni projekt Hunter Hunt-Hendrix, no nakon objavljivanja prvog EP-a Immortal Life sastavu se pridružuju tri nova člana te godine 2009. objavljuju svoj debitantski studijski album Renihilation, te idući dvije godine kasnije nazvan Aesthetica.
Godine 2012. u intervjuu za Pitchfork Mediu, Hunt-Hendrix je izrazila svoju želju da se na idućim izdanjima odmaknu od black metala kako bi izbjegli "samo-imitiaciju". Na idućem albumu Ark Work iz 2015. sastav se okrenuo eksperimentalnom stilu te su inkorporirani elementi elektroničke glazbe. Magazini Spin i Rolling Stone proglasili su ga najboljim avangardnim albumom 2015. godine.
Hunt-Hendrix je komponirala, režirala i glumila u video operi "Origin of the Alimonies" koja je premijerno prikazana u New Yorku 2018. godine. Prikazana je uz nastup sastava uživo zajedno s 11-ero članim simfonijskim sastavom. Svoj četvrti studijski album H.A.Q.Q. iznenadno su objavili u studenom 2019. godine, te je konceptualno vezan uz seriju filozofskih rasprava koje Hunt-Hendrix objavljune na YouTubeu. Svoj zasada posljednji album Origin of the Alimonies objavili su 2020. godine.
U svibnju 2020. Hunt-Hendrix se izjasnila kao transrodna osoba.

## Članovi sastava
Trenutačna postava
- Hunter Hunt-Hendrix – vokal, gitara (2005.–), elektronička glazba (2015.–)
- Bernard Gann – gitara (2009.–)
- Tia Vincent-Clark – bas gitara (2019.–)
- Leo Didkovsky – bubnjevi (2019.-)

Bivši članovi
- Greg Fox – bubnjevi (2009. – 2019.)
- Tyler Dusenbury – bas gitara (2009. – 2019.)

## Diskografija
Studijski albumi
- Renihilation (2009.)
- Aesthethica (2011.)
- The Ark Work (2015.)
- H.A.Q.Q. (2019.)
- Origin of the Alimonies (2020.)
- 93696 (2023.)

EP
- Immortal Life (2007.)

## Vanjske poveznice
- Transcendental Black Metal, teza Hunter Hunt-Hendrix predstavljena na Black Metal Theory Symposium I: Hideous Gnosis